# Pillerova komise
Pillerova komise působila v letech 1968–1969. Náplní její práce byly rehabilitace osob nespravedlivě odsouzených v 50. letech 20. století. Vzhledem k politické situaci, která nastala po 21. srpnu 1968, však neměla pro svoji činnost dostatek prostoru a podpory ze strany vedení KSČ, a proto její činnost nenabyla žádných konkrétních měřítek. Po dubnu 1969 pak již neexistoval žádný zájem připomínat krutosti a nespravedlnosti 50. let.